# عبد الله المرزوقي (لاعب كرة قدم إماراتي)
عبد الله المرزوقي (مواليد 15 مارس 1997، لاعب كرة قدم إماراتي يجيد اللعب كحارس مرمى مع نادي الإمارات.

## مسيرة اللاعب
لعب مع نادي الإمارات ونادي العروبة.